# Гіпостильна зала

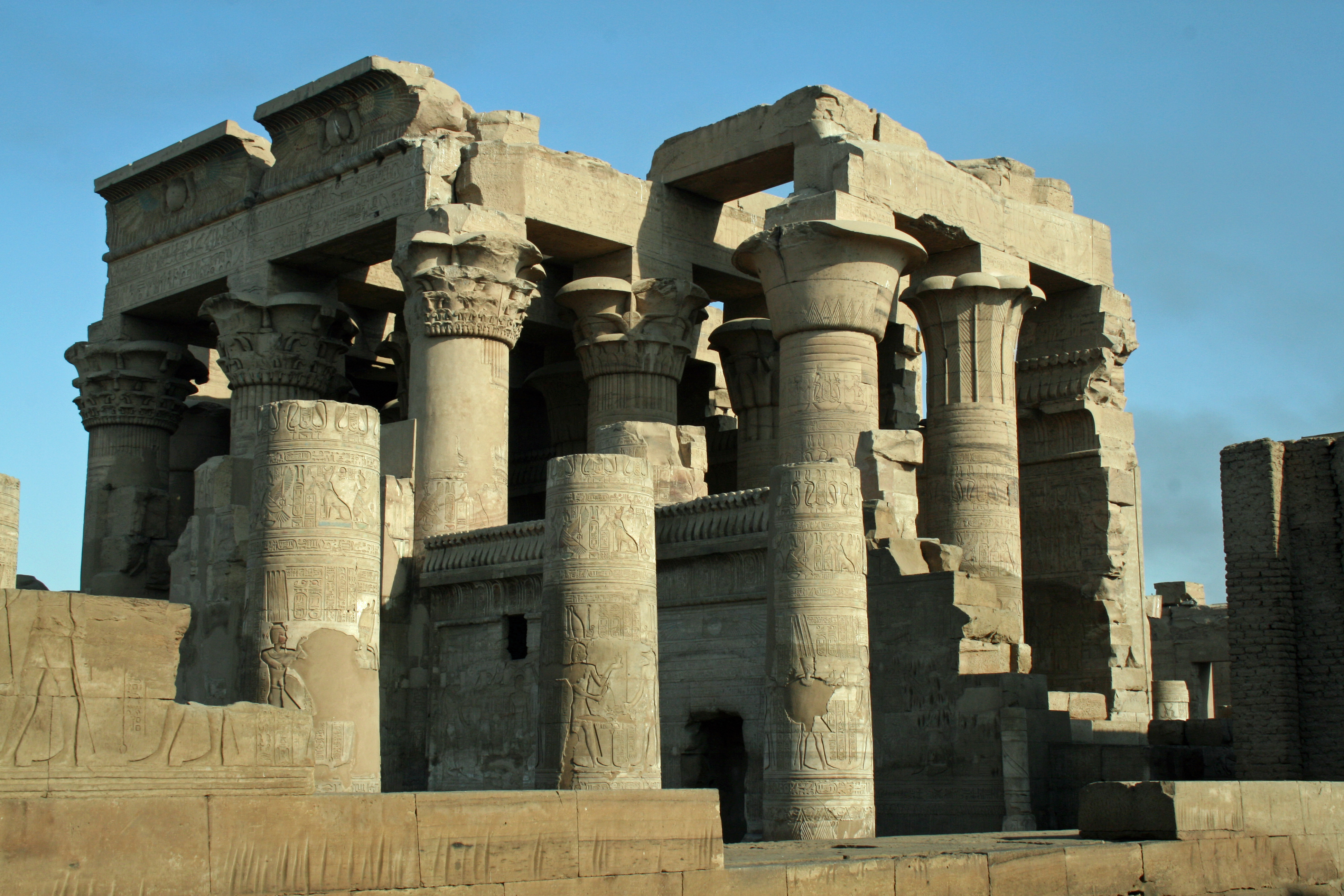
Гіпостильна зала, Храм Ком-Омбо, Єгипет

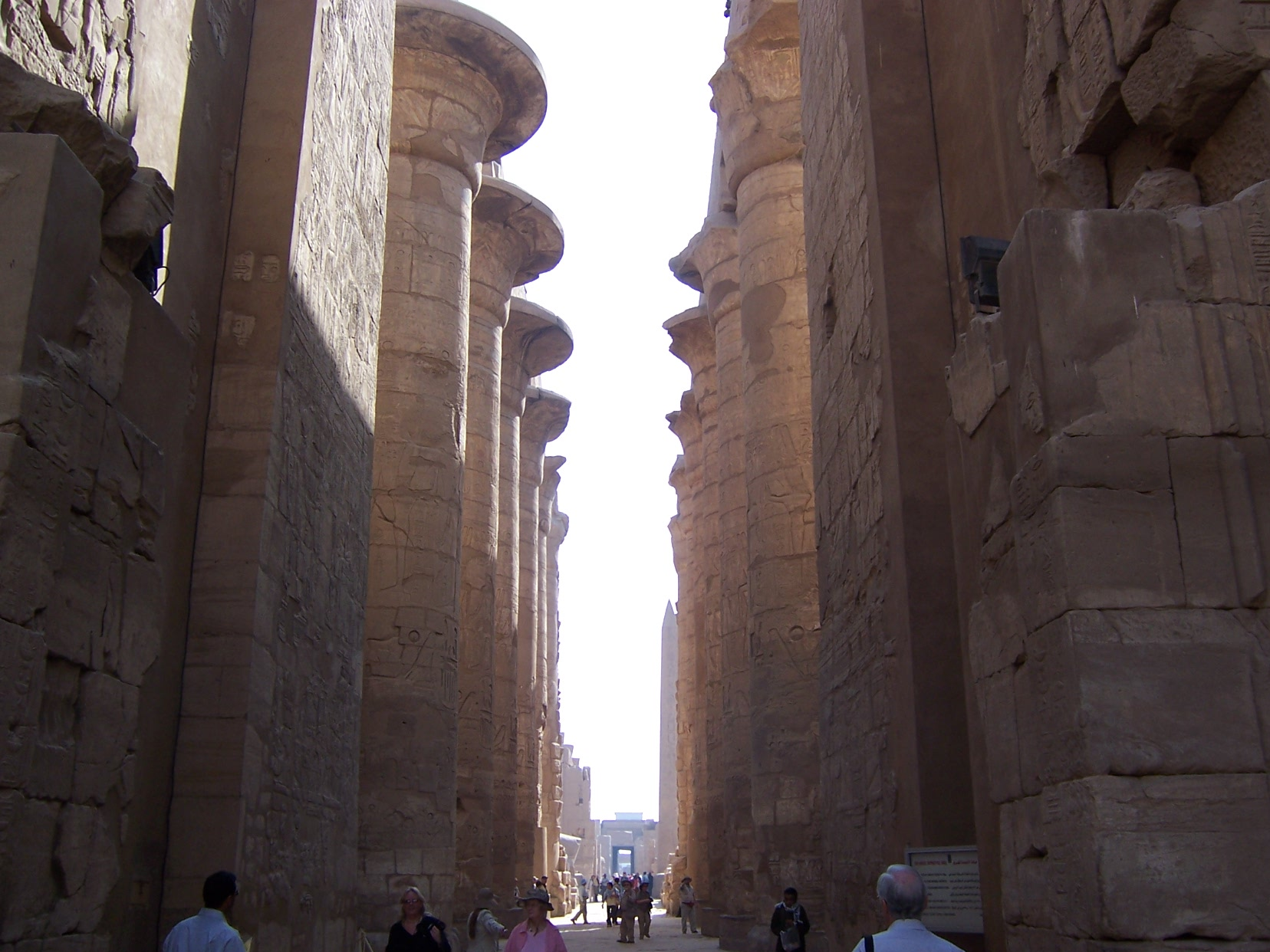
Велика гіпостильна зала в Карнаці, Єгипет

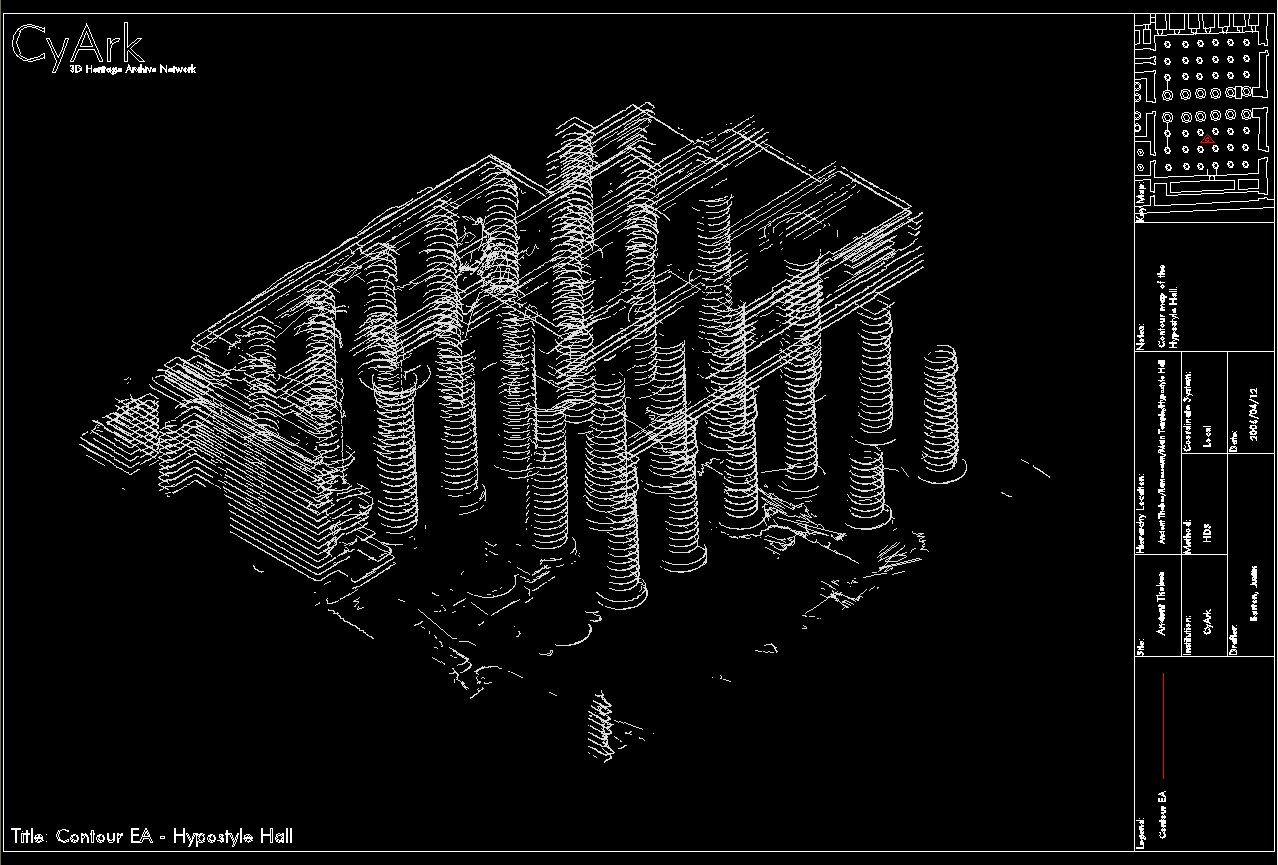
Рамессеум

Гіпостильна зала (Стародавній Єгипет) — у архітектурі Стародавнього Сходу велика зала з численними рядами колон у храмі чи в палаці.
Її підлога була вищою, ніж у перистильному дворі, стеля поступово знижувалася. Тим самим простір набував печерного характеру, через величезні розміри колон і порівняно невеликі інтерколумнії панувала маса. Освітленість нав теж різко зменшувалась. Лише середній прохід був ширшим і колони тут були дещо вищими. Таким чином, створювався базилікальний розріз. Самі ж колони мали символічний характер, зображаючи різні рослини, розпис стелі уподібнювали небу з зірками та птахами. В результаті формувався поетичний образ пальмового гаю, фантастичного саду з водяних рослин — лотоса, папірусу. Пофарбовані рельєфні зображення і написи на колонах надавали монументального масштабу і водночас несли ідейне навантаження, розповідаючи про діяння своїх творців.